# Puya gerdae
Puya gerdae är en gräsväxtart som beskrevs av Wilhelm Weber. Puya gerdae ingår i släktet Puya och familjen Bromeliaceae. Inga underarter finns listade i Catalogue of Life.